# Igor de Camargo
Igor Albert Rinck de Diver Camargo vagy legtöbbször csak Igor de Camargo (Porto Feliz, 1983. március 12.) brazil születésű belga válogatott labdarúgó, aki jelenleg a belga KV Mechelen játékosa.

## Pályafutása

### Klubcsapatban
Igor de Camargo a Bonsucesso FC-ben kezdte pályafutását, majd 2000 augusztusában, 17 évesen került az Estrela FC Porto csapatához és innen szerződtette a belga Genk 2001-ben. A 2003-04 szezonban kölcsönben játszott az alacsonyabb osztályú Beringen-Heusden-Zolder csapatában, ahol 32 bajnokin tíz gólt szerzett. 2006-ban, szintén kölcsönben, a Brussels színeiben 28 bajnokin 14 gólt szerzett.	
2006-ban igazolt a Standard de Liège csapatához, ahol az ott töltött évek alatt meghatározó játékosa, csapatkapitánya lett a klubnak, akikkel két bajnoki címet és két Szuperkupa-győzelmet ünnepelhetett. 2009 januárjában új szerződést írt alá, 2013 júniusáig, de ezt végül nem töltötte ki, 2010. április 22-én bejelentették, hogy a szezon végén a német Borussia Mönchengladbach szerződteti.
de Camargo négyéves szerződést írt alá a Bundesliga-csapattal. Egy súlyosabb sérülés miatt csak október 2-án mutatkozhatott be új csapatában, a VfL Wolfsburg elleni bajnokin a 82. percben állt be Raúl Bobadilla helyére. November 6-án, a Bayern München elleni 3-3-as döntetlen alkalmával szerezte meg első gólját a német élvonalban.  A 2012-2103-as idény második felét kölcsönben a Hoffenheimnél töltötte, majd 2013 nyarán visszatért a Standard de Liègehez.
Itt újabb két szezont töltött el, majd 2015. június 23-án első belga klubjához, a Genkhez írt alá két évre.
2016. július 15-én a ciprusi bajnokságban szereplő APÓ Ellínon két évre szerződtette. De Camargo július 27-én, a 77. percben csereként beállva debütált új csapatában a Rosenborg elleni Bajnokok Ligája mérkőzésen, amelyet a norvégok nyertek 2–1-re a selejtező harmadik fordulójában. 2016. szeptember 10-én mesterhármast szerzett a bajnokságban a Néa Szalamína elleni 4–0-s idegenbeli siker alkalmával. Szeptember 15-én gólt lőtt a kazak Asztana FK elleni kupamérkőzésen, a 2–1-es győzelemmel pedig csapata bejutott a 2016–2017-es Európa-liga csoportkörébe. A szezon végén bajnoki címet ünnepelhetett az APÓ Ellínonnal.

### A válogatottban
2009-ben de Camargo megkapta a belga állampolgárságot is és az év februárjában be is mutatkozott a belga válogatottban, amelyben 2012-ig kilenc alkalommal szerepelhetett, gólt azonban nem sikerült szereznie.

## Sikerei, díjai
Genk
- Belga bajnok: 2001–02
- Belga labdarúgó-szuperkupa-győztes: 2002

Standard de Liège
- Belga bajnok: 2007-08, 2008–09
- Belga labdarúgó-szuperkupa-győztes: 2008, 2009

APÓ Ellínon
- Ciprusi bajnok: 2016–17, 2017–18

KV Mechelen
- Belga labdarúgókupa-győztes: 2018–19